# Ōkubo Sakujirō
Ōkubo Sakujirō (japanisch 大久保 作次郎; geboren 24. November 1890 in Osaka; gestorben 28. Februar 1973) war ein japanischer Maler im Yōga-Stil.

## Leben und Wirken
Ōkubo Sakujirō absolvierte 1915 den Grundkurs in der Abteilung für Westliche Malerei an der „Tōkyō bijutsu gakkō“ (東京美術学校) – das war eine der Vorläufereinrichtungen der heutigen Universität der Künste Tokio. 1918 schloss er seine Ausbildung an der Schule ab.
Von 1923 bis 1927 hielt sich Ōkubo zur Weiterbildung in Frankreich auf. 1939 beteiligte er sich an der Gründung der Künstlervereinigung „Sōgenkai“ (創元会). Er wurde auch Mitglied der „Ōgenkai“ (旺玄会) und 1955 der „Shinseki bijutsu kyōkai“ (新世紀美術協会). 
Repräsentative Werke sind „Fischstand auf dem Markt“, für das er 1960 den Preis der Akademie der Künste erhielt. 1963 wurde er Mitglied der Akademie. „Fischverkäufer in Marseille“ (マルセイユの魚売り, Maruseiyu no sakana-uri) und „Vergnügungsfahrt mit dem Boot“ (舟遊図, Funa-asobi zu).
Es gibt die Publikation „Ōkubo Sakujirō gashū“ (大久保作次郎画集), eine Bildersammlung von Ōkubo. Über 500 Werke aus dem Nachlass wurden der Stadt Kazuno vermacht.